# Paul Neven
Paul Pierre Hubert Neven, né à Tongres, le 28 décembre 1870 et y décédé le 26 décembre 1946 fut un homme politique belge flamand libéral.
Il fut avocat et notaire; bourgmestre de Tongres et député (1921-25 et 1929-32), élu de Tongres-Maaseik,,.